# Yellow Matter Custard
Yellow Matter Custard est un supergroupe de reprise des Beatles créé en 2003.
Il a été monté par la volonté de Mike Portnoy (batterie, chant), qui fait appel à son ami Neal Morse (clavier, guitare, chant), à la suite de leur collaboration dans le groupe Transatlantic. La formation est complétée par Paul Gilbert (guitare, chant) et Matt Bissonette (basse, chant). Le nom du groupe provient des paroles de la chanson des Beatles I Am the Walrus : « yellow Matter custard, dripping from a dead dog's eye ». Ce vers est lui-même tiré d'une chansonnette enfantine chantée pas les jeunes anglais.
Le groupe ne donne que deux concerts en 2003 : le 17 mai lors du Modern Drummer Festival à Upper Montclair (New Jersey) et le 18 mai au B.B. King's Blues Club de New York. Le bootleg officiel One Night in New York City, sorti la même année, est un enregistrement de ce second concert.
En 2011, Mike Portnoy décide de relancer l'expérience pour une semaine de tournée à travers les États-Unis. Matt Bissonette étant indisponible, il est remplacé par Kasim Sulton ex-Utopia. Lors de cette tournée, le groupe interprète une quarantaine de chansons, dont aucune ne figurait dans leur set-list en 2003. Cette réunion fait l'objet du CD et du DVD One More Night in New York City.

## Discographie
- 2003 : One Night in New York City (CD)
- 2005 : One Night in New York City (DVD)
- 2011 : One More Night in New York City (CD / DVD)